# Saki Kumagai
Saki Kumagai (en japonés: 熊谷紗希) (Sapporo, Japón; 17 de octubre de 1990) es una futbolista japonesa. Juega como defensa y su equipo actual es la London City Lionesses de la Women's Super League de Inglaterra. Es internacional absoluto con la selección de Japón, de la cual es su capitana.

## Clubes
| Club                      | País     | Año         |
| ------------------------- | -------- | ----------- |
| Urawa Red Diamonds Ladies | Japón    | 2009 - 2011 |
| 1. FFC Frankfurt          | Alemania | 2011 - 2013 |
| Olympique de Lyon         | Francia  | 2013 - 2021 |
| Bayern de Múnich          | Alemania | 2021 - 2023 |
| Roma                      | Italia   | 2023 - 2025 |

## Palmarés

### Campeonatos nacionales
| Título               | Club                      | País     | Año     |
| -------------------- | ------------------------- | -------- | ------- |
| Nadeshiko League     | Urawa Red Diamonds Ladies | Japón    | 2009    |
| Division 1           | Olympique de Lyon         | Francia  | 2013-14 |
| Copa de Francia      | Olympique de Lyon         | Francia  | 2013-14 |
| Division 1           | Olympique de Lyon         | Francia  | 2014-15 |
| Copa de Francia      | Olympique de Lyon         | Francia  | 2014-15 |
| Division 1           | Olympique de Lyon         | Francia  | 2015-16 |
| Copa de Francia      | Olympique de Lyon         | Francia  | 2015-16 |
| Division 1           | Olympique de Lyon         | Francia  | 2016-17 |
| Copa de Francia      | Olympique de Lyon         | Francia  | 2016-17 |
| Division 1           | Olympique de Lyon         | Francia  | 2017-18 |
| Copa de Francia      | Olympique de Lyon         | Francia  | 2018-19 |
| Division 1           | Olympique de Lyon         | Francia  | 2018-19 |
| Supercopa de Francia | Olympique de Lyon         | Francia  | 2019    |
| Copa de Francia      | Olympique de Lyon         | Francia  | 2019-20 |
| Division 1           | Olympique de Lyon         | Francia  | 2019-20 |
| Bundesliga           | Bayern de Múnich          | Alemania | 2022-23 |

### Campeonatos internacionales
| Título                           | Equipo                    | Sede      | Año     |
| -------------------------------- | ------------------------- | --------- | ------- |
| Campeonato Sub-19 de la AFC      | Selección sub-19 de Japón | China     | 2009    |
| Campeonato EAFF                  | Selección de Japón        | Japón     | 2010    |
| Juegos Asiáticos                 | Selección de Japón        | Guangzhou | 2010    |
| Mundial de Fútbol                | Selección de Japón        | Alemania  | 2011    |
| Juegos Olímpicos                 | Selección de Japón        | Londres   | 2012    |
| Liga de Campeones                | Olympique de Lyon         | Italia    | 2015-16 |
| Liga de Campeones                | Olympique de Lyon         | Gales     | 2016-17 |
| Liga de Campeones                | Olympique de Lyon         | Ucrania   | 2017-18 |
| Copa Asiática Femenina de la AFC | Selección de Japón        | Jordania  | 2018    |
| Liga de Campeones                | Olympique de Lyon         | Hungría   | 2018-19 |
| Liga de Campeones                | Olympique de Lyon         | España    | 2019-20 |

### Distinciones individuales
| Distinción                    | Evento            | Año       |
| ----------------------------- | ----------------- | --------- |
| Equipo Femenino del Mundo     | IFFHS             | 2018      |
| Futbolista Femenina del Año   | AFC Annual Awards | 2019      |
| Equipo Femenino del Mundo     | IFFHS             | 2020      |
| Equipo Femenino de la Década  | IFFHS             | 2011-2020 |
| Equipo de la AFC de la Década | IFFHS             | 2011-2020 |
| Mejor Once de la AFC          | IFFHS             | 2022      |